# Nudaurelia anna
Nudaurelia anna is een vlinder uit de familie nachtpauwogen (Saturniidae). De wetenschappelijke naam van de soort is, als Antheraea anna, voor het eerst geldig gepubliceerd in 1885 door J. Peter Maassen & Gustav Weymer.
De soort komt voor in het Afrotropisch gebied.

## Andere combinaties
- Antheraea anna Maassen & Weymer, 1885
  - Gonimbrasia anna (Maassen & Weymer, 1885)
  - Nudaurelia anna (Maassen & Weymer, 1885)

## Ondersoorten
- Nudaurelia anna anna
- Nudaurelia anna allardi Rougeot, 1966[3]
  - holotype: "male, II.1964, leg. V. Allard"
  - instituut: MNHN, Parijs, Frankrijk
  - typelocatie: "Democratic Republic of Congo, Katanga, Kolwezi"
- Nudaurelia anna mirei Darge, 1973[4]
  - holotype: "male, I.1967. leg. Ph. Brunneau de Miré"
  - instituut: MNHN, Parijs, Frankrijk
  - typelocatie: "Cameroon, Dschang"